# Ayu ready?
『ayu ready?』（アユレディ）は、フジテレビ系列で放送されていたバラエティ番組（トーク番組・音楽番組）である。全74回。フジテレビ系列局では2002年10月12日から2004年3月20日まで、毎週土曜日 23:30 - 翌0:00（日本標準時）に放送されていた。浜崎あゆみの冠番組。

## 概要
浜崎あゆみが司会を務める深夜番組で、彼女が番組に訪れたゲストとトークをしたり、生バンドによるライブセッションを行ったりしていた。番組タイトルは、番組表上では『ayu ready?』とだけ表記されていたが、実際のタイトルロゴには『REAL MUSIC REPUBLIC』のサブタイトルが添えられていた。
浜崎あゆみにとって初の冠番組・初の司会・初のレギュラーとなる番組であった。
2003年7月1日から8月31日までの間、神奈川県の鵠沼海岸に海の家『RAINBOW HOUSE』をオープン。ここで同年7月5日から8月30日放送分までの公開収録を行い、連日2000人以上のファンが訪れて賑わっていた。
前番組『やしがにのウインク』までは松下電器産業（現・パナソニック）の一社提供だったが、この番組からパナソニック筆頭の複数社提供へ移行した。さらに、2003年10月11日放送分（第52回）をもってリニューアルし、北陽がレギュラーメンバーに加わった。
クロスネット局のテレビ大分では毎週土曜日23:00 - 23:30に、テレビ宮崎では毎週日曜日0:50 - 1:20（土曜日深夜）に放送されていた。また、系列外の青森テレビ、山梨放送、山口朝日放送、四国放送でも放送されていた。

## 出演者
司会
- 浜崎あゆみ

レギュラー
- 北陽
  - 虻川美穂子
  - 伊藤さおり

ナレーション
- やまだひさし

ゲスト
- 毎回、異なる1組の多岐にわたるジャンルの芸能人が出演。

## コーナー
あゆのおもてなし
毎回ゲストがリクエストする料理を浜崎が出してもてなしていたコーナー。北陽がレギュラーに加わるまではこの企画がメインだった。
あゆクッキータイム
2002年11月30日放送分（第8回）から実施。フォーチュン・クッキーの中に入っている質問にゲストが答えていくというもので、軽い質問からプライベートについての質問までいろいろあった。2003年8月16日に放送されたa-nation名古屋スペシャルの回（第44回）では『あゆシャチホコタイム』と題して行われた。
北陽タイム
末期に行われていたコーナーで、北陽がゲストのプライベートを暴いていた。心理テストを行う回もあった。
ライブコーナー
ゲストがアーティストやミュージシャンの場合は、ゲスト側の楽曲を浜崎とゲストがコラボセッションで披露していた。

## スタッフ
- 企画：小野里 稔（イースト・Free&Easy）[3]
- プロデューサー：きくち伸（フジテレビ）、座間隆司（イースト）[3]
- 演出：城野智則（フジテレビ）、上川伸廣（イースト）
- ディレクター：高橋伸彰、手塚公一、佐久間大介、藤保修一（4人共イースト）
- 構成：小原信治、やみ、そーたに、津曲裕之
- 音楽監修：富田恭通
- 編成：志方 聡（フジテレビ）
- 広報：清野真紀（フジテレビ）
- 技術プロデューサー：高瀬義美
- ＳＷ：小林光行
- カメラ：遠山康之
- ＶＥ：宮本 学
- 音声：高橋幸則
- 照明：四分一 浩
- 美術プロデューサー：本田邦宏
- 美術進行：堀部信行
- 大道具：永冨育浩
- アートフレーム：上山 馨
- 装飾：藤間俊昭
- 視覚効果：坂井郁美
- 電飾：斉藤誠二
- アクリル装飾：永山 淳
- 植木装飾：後藤 建
- ＰＡ：村田健司（ヒビノ）
- 編集：麻布プラザ → 安齋勝広（IMAGICA）、涌井真史（ビーグル）
- ＭＡ：麻布プラザ → 石川英男（IMAGICA）
- ＴＫ：山口奈保美
- 音響効果：メディアハウス → 川端智之、中村由紀（共に4-Legs）
- ＣＧ：松本幸也（orb）
- フードコーディネーター：舘野鏡子
- メイク：黒田啓蔵
- スタイリスト：鈴江英夫
- ネイル：三浦加納子
- 衣裳デザイナー：野田明（ワーカホリック）
- 技術協力：ニユーテレス、FLT、麻布プラザ（初期）、ビーグル（中期以降）、IMAGICA（中期以降）、メディアハウス（初期）、4-Legs（中期以降）、ヒビノ、エイケイ
- 美術協力：フジアール
- 企画協力：アクシヴ（エイベックス・ヴァンガード）
- 協力：MAX松浦
- 制作：フジテレビ制作2部（音組）、イースト（現：E&W）[4]